# Flordelis
Flordelis dos Santos de Souza, född 5 februari 1961 i Rio de Janeiro, är en brasiliansk sångare, pastor och tidigare kongressledamot. Hon tillhörde partiet Movimento Democrático Brasileiro (MDB) 2004–2018, men Partido Social Democrático (PSD) sedan 2018.

## Familj
Flordelis har 55 barn, varav 51 adopterade, däribland Anderson do Carmo, som 1994 blev hennes make. 1999 grundade de tillsammans kyrkan Comunidade Evangélica Ministério Flordelis.

## Mordet på maken
Tidigt på morgonen den 16 juli 2019 sköts hennes make Anderson do Carmo ihjäl utanför sitt hem. Ett av adoptivbarnen, 18-årige Lucas dos Santos do Carmo erkände sig delaktig i mordet, och anklagade även en av sina adoptivbröder, den 38-årige Flávio dos Santos som medskyldig. Polisen misstänker att Flordelis ligger bakom dådet, och att hon fått hjälp av minst 7 av barnen. 
Flordelis dos Santos de Souza har dock haft straffimmunitet som kongressledamot. Den 11 augusti 2021 drogs hennes mandat i kongressen tillbaka och två dagar senare arresterades hon misstänkt för att ha planerat mordet.

## Diskografi

### Studioalbum
- Multidão (1998)
- Só o Amor (2002)
- A Voz do Silêncio (2005)
- Não se Entregue (2008)
- Fogo e Unção (2010)
- Questiona ou Adora (2012)
- A Volta por Cima (2014)
- Realize (2017)
- O Sonho Não Morreu (2018)

### Livealbum
- Ao Vivo (2016)